# Рагулин, Александр Александрович
Александр Александрович Рагулин (род. 8 сентября 1981) — российский актёр театра и кино, певец, композитор, режиссёр, либреттист.

## Биография
Внебрачный сын советского хоккеиста Александра Рагулина. Мать — Наталья Николаевна Орлова, работала в Генштабе. Брат по отцу — Антон Рагулин. Окончил музыкальную школу по классу вокала и акустической гитары. Окончил Череповецкий военный инженерный институт радиоэлектроники, пять лет играл в местной команде КВН. Получив звание старшего лейтенанта и распределение в Москву, параллельно со службой продолжал заниматься творчеством, после смерти отца взял его фамилию и уволился из армии.
В 2009 году окончил РАТИ-ГИТИС (мастерская А. В. Бородина). В том же году принят в труппу РАМТа, начал сниматься в кино. Параллельно с учёбой в РАТИ учится в колледже при МГК им. Чайковского по классу вокала (окончил в 2010 году). Записывает сольный альбом. Участник телепроекта «Найди Чудовище» на телеканале «ТВЦентр». Отлично играет в хоккей и футбол, до 14 лет играл в команде ДЮСШ ЦСКА, где капитаном был Роман Широков. В 2015—2016 годы выступал за команду РАМТ в чемпионате московских театров «Футбол как искусство». Ведет корпоративные мероприятия и торжества, пишет сценарии, песни и поздравления.
Ведущий актёр мюзикла «Граф Орлов» московского театра оперетты с октября 2012 года, где играет вместе с Теоной Дольниковой. Критик Гуру Кен так охарактеризовал игру артиста: «Сын известного хоккеиста и бывший офицер Рагулин сыграл брутального повесу Орлова, увлекшегося симпатичной „внучкой Петра“. Чуть не хватало четкости в вокальных партиях, особенно в темповых, и дисциплины в дуэтах. Но образ Орлова получился выпуклым и занимательным». Марина Шимандина (Труд) также раскритиковала игру Рагулина: «Больше всего вопросов пока вызывает главный герой. У Александра Рагулина густой тембр настоящего мачо, но над вокалом и проработкой роли ему ещё предстоит потрудиться.» Наталья Витвицкая на сайте «Ваш досуг», напротив, отметила «высокий уровень пения и артистизма» актёров мюзикла, упрекнув Рагулина лишь в недостаточной эмоциональности.
Сыграл своего отца Александра Рагулина в фильме «Легенда № 17» (2013).
Режиссёр, продюсер, автор музыки и либретто рок-оперы «КарамазоВЫ», исполнитель роли Мити Карамазова с 2019 года. Спектакль номинировался на премию «Музыкальное сердце театра» в Новосибирске (2021) в номинации «лучшие исполнители второго плана, исполнитель главной роли» и «лучший авторский текст, музыка и продюсер». Режиссёр, продюсер, автор музыки и либретто рок-оперы «Графина де Ля Фер», исполнитель роли Портоса и палача с 2021 года.

### Личная жизнь
Состоял в браке с актрисой театра и кино, автором-исполнителем песен Ольгой Викторовной Ажажой (10 декабря 1987 г.р.). Сын — Егор (1 апреля 2012 г.р.).
С 30 ноября 2019 года супруга — Камилла Рустамовна Рагулина (Абдуразакова) (28 апреля 1996 г.р.), с 5 июня 2022 года венчанные супруги. Сыновья-близнецы — Никита и Роман (5 июня 2020 г.р.).

## Театр

### Театр «АРтель» Александра Рагулина
- 2019 — Рок-опера «КарамазоВЫ». Режиссёр: Александр Рагулин — Дмитрий Карамазов
- 2021 — Рок-опера «Графиня де Ля Фер». Режиссёр: Александр Рагулин — Палач из Лилля / Портос
- 2024 — Мюзикл-драма «Последний Романовъ». Режиссёр: Александр Рагулин — Григорий Распутин

### ЦДРИ
- 2017 — 2018 — Мюзикл «Песчаный словарь». Режиссёр: Александр Лебедев — Данила-воин

### ДК им. Ленсовета
- 2016 — 2017 — Мюзикл «Летучий корабль». Режиссёр: Егор Дружинин — Полкан

### Московский театр оперетты
- 2012 — Мюзикл «Граф Орлов» — Граф Орлов

### Театриум на Серпуховке
- 2011 — «Всюду жизнь». Режиссёр: Е. Дружинин — морячок
- 2012 — 2013 — Музыкальная драма «Я — Эдмон Дантес». Режиссёр: Е. Дружинин — Альбер Мондего, Молодой Фернан Мондего

### Детский музыкальный театр юного актёра
- 2010 — 2012 — Мюзикл «Приключения Оливера Твиста» (по роману Ч. Диккенса — Билл Сайкс

### Театральный Центр на Дубровке
- 2010 — 2011 — Мюзикл «Обыкновенное чудо» Е. Шварца — Охотник, Волшебник. Музыка и слова — Геннадий Гладков, Юлий Ким.

### РАМТ
- «Приключения Тома Сойера» М.Твена. Режиссёр: Джон Крэнни — Певец
- «Лоренцаччо» Альфреда Де Мюссе. Режиссёр: Алексей Бородин — офицер
- «Берег утопии» Т.Стоппарда. 3 часть. Выброшенные на берег. Режиссёр: Алексей Бородин — Официант, Полицейский
- 2009 — «Приглашение на казнь» В. Набокова. Режиссёр: Павел Сафонов — Шурин-певец
- 2009 — «Приключения капитана Врунгеля». Режиссёр: Борис Гранатов — Репортёры, служащие порта, аборигены
- 2010 — «Алые паруса» А. Грина. Режиссёр: Алексей Бородин — Артур Грей
- 2010 — «Чехов-GALA» по одноактным пьесам А. П. Чехова («Свадьба»). Режиссёр: Алексей Бородин — Мозговой
- 2011 — «Rock’n’Roll». Режиссёр А. Шапиро — полицейский
- 2011 — «Дон Кихот» Е.Шварца. Режиссёр: Юрий Еремин — Герцог Оранский, Хозяин постоялого двора, Дон Кихот
- 2013 — «Мушкетёры» А.Дюма. Режиссёр: Андрей Рыклин — Де Тревиль.
- 2014 — «Нюрнберг» Эбби Манна. Режиссёр: Алексей Бородин — Байерс.
- 2015 — «Северная одиссея» по киносценарию П.Луцика, А.Саморядова. Режиссёр: Екатерина Гранитова — Отец Фёдор[16].
- 2016 — «Демократия» М.Фрейна. Режиссёр: Алексей Бородин — Гюнтер Ноллау, Ули Баухаус
- 2017 — «Эраст Фандорин» Б. Акунина. Режиссёр: Алексей Бородин — Георг
- 2018 — «Последние дни». Режиссёр: Алексей Бородин — Николай I, Начальник стражи

## Кино
- 2021 — «Крюк» — Эльдар Юматов, хоккеист
- 2020 — «Легенда Феррари» — Курехин
- 2020 — «Беспринципные» — Руслан
- 2019 — «Тест на беременность 2» — Константин, муж Ларисы
- 2019 — «А у нас во дворе... 2» — Филипп, архитектор
- 2019 — «Лев Яшин. Вратарь моей мечты» — Василий Трофимов
- 2018 — «По законам военного времени 2» — разведчик
- 2018 — «Ненастье» — Саня Завражный
- 2018 — «Пять лет спустя» — Александр Фигуровский, архитектор
- 2018 — «Катькино поле» — Виктор Колокольников, муж Мани
- 2018 — «Ну, здравствуй, Оксана Соколова!» — коллектор
- 2018 — «Вольная грамота» — Ефим, староста
- 2016 — «Бедные люди» — отец Виталий
- 2016 — «Приглашение на казнь» — шурин-певец
- 2015 — «Северная одиссея» — отец Фёдор
- 2013 — «Реальные пацаны» 6-й сезон, Московский сезон. Часть вторая — эпизод
- 2013 — «Розыск» 16-я серия — эпизод
- 2013 — «Легенда № 17» — Александр Рагулин
- 2011 — «Ветер северный» — эпизод
- 2009 — «Иван Грозный» — опричник

## Награды и премии
- 2021 — Номинация российской национальной премии «Музыкальное сердце театра» — «Лучшая пьеса (автор/перевод)» за спектакль «КарамазоВЫ»
- 2021 — Номинация российской национальной премии «Музыкальное сердце театра» — «Лучшая музыка (композитор)» за спектакль «КарамазоВЫ»
- 2021 — Номинация российской национальной премии «Музыкальное сердце театра» — «Лучший продюсер» за спектакль «КарамазоВЫ»